# Кабанов, Виталий Александрович
Виталий Александрович Кабанов (род. 14 июля 1975) — российский хоккеист, нападающий.

## Биография
Воспитанник «Кристалла» Электросталь, в этой команде («Кристалл»/«Элемаш») провёл бо́льшую часть карьеры в сезонах 1991/92 — 1994/95, 195/96 — 1996/97, 1998/99 — 2001/02, 2002/03.
Играл также за команды «Тивали» Минск (1995/96), «Воронеж» (1997/98), ЦСК ВВС Самара и «Русич-Эксима» Владимир (обе — 2001/02).
Участник хоккейных турниров зимних Универсиад 1999 и 2001.